# Mô hình chọn lọc chung
Mô hình chọn lọc chung (GSM) là một mô hình di truyền học quần thể mô tả tần số alen của quần thể sẽ thay đổi như thế nào khi bị chọn lọc tự nhiên tác động.

## Phương trình
Mô hình chọn lọc chung áp dụng cho một gen duy nhất có hai alen (hãy gọi chúng là A1 và A2) được tóm gọn trong phương trình:
{\displaystyle \Delta q={\frac {pq{\big [}q(W_{2}-W_{1})+p(W_{1}-W_{0}){\big ]}}{\overline {W}}}}
where:
{\displaystyle p} là tần số allele A1
{\displaystyle q} là tổng số allele A2
{\displaystyle \Delta q} là tốc độ tiến hóa biến đổi tần số allele A2
{\displaystyle W_{0},W_{1},W_{2}} lần lượt là mức thành công sinh sản của các kiểu gen đồng hợp tử A1, dị hợp tử (A1A2) và đồng hợp tử A2.
{\displaystyle {\overline {W}}} là mức độ tương đối của quần thể trung bình liên quan đến thích nghi.
Mô tả bằng lời:
Tích của các tần số tương đối {\displaystyle pq}, là thước đo phương sai di truyền. Số lượng pq đạt cực đại khi có tần số mỗi gen bằng nhau, khi {\displaystyle p=q}. Trong mô hình chọn lọc chung, tốc độ thay đổi {\displaystyle \Delta Q} tỷ lệ thuận với biến dị di truyền.
Độ thích nghi trung bình của quần thể {\displaystyle {\overline {W}}} là thước đo thích nghi tổng thể của quần thể. Trong mô hình chọn lọc chung, tốc độ thay đổi {\displaystyle \Delta Q} tỷ lệ nghịch với thể lực trung bình {\displaystyle {\overline {W}}}—tức là khi quần thể phù hợp nhất, không thể thay đổi thêm nữa.
Phần còn lại của phương trình, {\displaystyle {\big [}q(W_{2}-W_{1})+p(W_{1}-W_{0}){\big ]}}, đề cập đến hiệu ứng trung bình của sự thay thế alen. Về bản chất, thuật ngữ này định lượng những thay đổi về di truyền sẽ ảnh hưởng đến mức độ thích nghi.